# کانکتوم

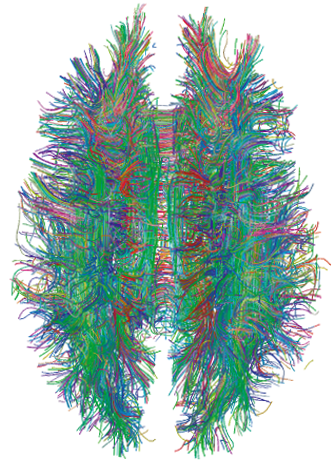
ارتباط‌های ماده سفید مغز استخراج شده توسط دستگاه MRI

کانکتوم یعنی نقشه اتصالات شبکه عصبی یک موجود زنده. به‌ویژه، کانکتوم یعنی نقشه اتصالات اعصاب مغز انسان.

## پیشرفت‌ها
کانکتوم می‌تواند از حد ریز که بیان کامل اتصالات یک سلول عصبی است شروع شده و تا سطح کلان که اتصالات کل مغز و نخاع است ادامه یابد. اتصالات در سطح کلان تمامی نواحی قشری و زیر قشری را شامل می‌شود.
تاکنون یک کانکتوم کامل برای یک حیوان صورت گرفته‌است که توسط الگانس در مورد یک کرم روده انجام شده‌است. هم چنین در مورد یک موش در بخش قشری شبکیه چشم و هم چنین بخش قشری بینایی آن کانکتوم کامل انجام گرفته‌است.
طرح‌های کلان کانکتوم چنین بوده‌اند:
- dHCP[۳]
- YOUth[۴]
- BCP[۵]
- مرکز ملی نقشه‌برداری مغز ایران[۶]

### اطلس مغز
چنانچه مجموعه نقشه‌های اتصالات مغز یک جمعیت توسط روش‌های آماری ارائه شود، آن را اطلس مغزی گویند.

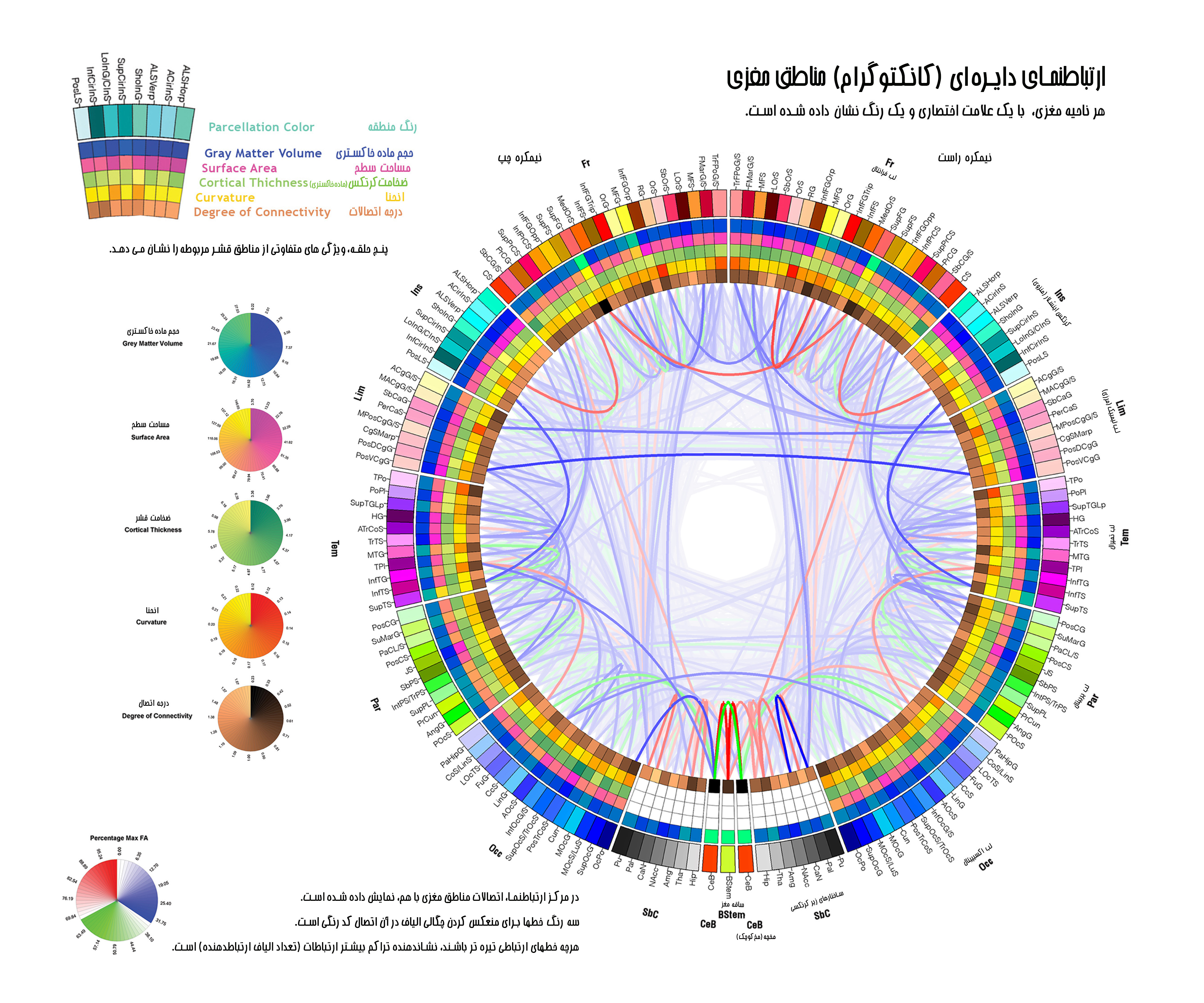
تصویر یک نمودار ارتباطنمای دایره ای (کانکتوگرام)